# Eckart Kleßmann
Eckart Kleßmann (né le 17 mars 1933 à Lemgo) est un journaliste, écrivain et historien allemand qui traite principalement du XIXe siècle.

## Biographie
Eckart Klessmann est le fils cadet du chirurgien Gustav Kleßmann (de) (1893-1974) et de Käthe Westheermann (1894-1962), son frère aîné est l'historien d'art Rüdiger Klessmann (de). Après avoir obtenu son diplôme d'études secondaires à Lemgo en 1953, il étudie l'histoire de l'art à Tübingen, Munich et Göttingen jusqu'en 1956.
De 1956 à 1960, Klessmann suit une formation de libraire de détail et d'édition à Stuttgart, après quoi il y travaille comme rédacteur en chef de l'hebdomadaire évangélique-conservateur Christ und Welt (de). Après avoir déménagé à Hambourg en 1961, Kleßmann travaille d'abord comme rédacteur et signataire autorisé pour la maison d'édition, de 1964 à 1970, il travaille comme rédacteur pour le supplément littéraire du quotidien Die Welt. Kleßmann est ensuite rédacteur en chef de l'hebdomadaire Die Zeit jusqu'en 1976.
Klessmann est écrivain indépendant depuis 1977. En 1981, il écrit une histoire de la ville de Hambourg. En outre, Kleßmann écrit plusieurs livres sur le romantisme allemand, dont une biographie de Caroline Michaelis/Böhmer/Schlegel/Schelling, ainsi que plusieurs volumes de poésie. Depuis 1995, il vit dans sa maison d'adoption de Bengerstorf près de Boizenburg/Elbe. En 2007, Klessmann publie des épisodes autobiographiques sur son enfance à l'époque national-socialiste.
En 1984, Klessmann enseigne en tant que professeur invité au Dartmouth College à Hanover, New Hampshire. En 1989, il reçoit le prix Irmgard-Heilmann (de) et en 1998 le prix Lion-Feuchtwanger (de) de l'Académie des arts de Berlin. Il est membre de l'Académie libre des arts d'Hambourg (de), de l'Académie des sciences et des lettres de Mayence et de la Société patriotique de 1765, également membre honoraire de la Société Telemann.

## Travaux (sélection)
monographies
- Einhornjagd. Gedichte. DVA, Stuttgart 1963.
- Die Welt der Romantik. Desch, München 1969.
- Undines Schatten. Wulff, Dortmund 1974 (Gedichtband).
- Seestücke. Corvus, Frankfurt am Main 1975 (Gedichtband).
- Caroline. Das Leben der Caroline Michaelis-Böhmer-Schlegel-Schelling 1763–1809, List, München 1975,  (ISBN 3-471-77935-3), später als völlig überarbeitete Neuauflage unter dem Titel: „Ich war kühn, aber nicht frevelhaft“, das Leben der Caroline Schlegel-Schelling, Lübbe, Bergisch Gladbach 1992,  (ISBN 3-7857-0619-7); List-TB 60838, Berlin 2009,  (ISBN 978-3-548-60838-9).
- Prinz Louis Ferdinand von Preußen. Gestalt einer Zeitwende. List, München 1978,  (ISBN 3-471-77932-9).
- Die deutsche Romantik. DuMont, Köln 1979,  (ISBN 3-7701-1039-0).
- Geschichte der Stadt Hamburg. Hofmann und Campe, Hamburg 1981,  (ISBN 3-455-08803-1); Neuauflage bei: Die Hanse, Hamburg 2002,  (ISBN 3-434-52596-3).
- E. T. A. Hoffmann oder die Tiefe zwischen Stern und Erde. Eine Biographie. DVA, Stuttgart 1988,  (ISBN 3-421-06386-9); Neuauflage: Insel-TB 1732, Frankfurt am Main/Leipzig 1995,  (ISBN 3-458-33432-7).
- Hamburg – Ein Städte-Lesebuch. Insel, Frankfurt am Main/Leipzig 1991,  (ISBN 3-458-33012-7).
- Christiane – Goethes Geliebte und Gefährtin. Artemis, Zürich 1992,  (ISBN 3-596-11886-7).
- Die Mendelssohns – Bilder aus einer deutschen Familie. Insel, Frankfurt am Main 1993,  (ISBN 3-458-33223-5).
- Der Dinge wunderbarer Lauf. Die Lebensgeschichte des Matthias Claudius. Weinheim 1995,  (ISBN 3-407-80832-1); überarbeitete Neuauflage: TvR, Jena 2010,  (ISBN 978-3-940431-13-4).
- M. M. Warburg & Co 1798–1998. Die Geschichte eines Bankhauses. Dölling und Galitz, Hamburg 1998,  (ISBN 3-933374-27-8).
- Fürst Pückler und Machbuba. Rowohlt, Berlin 1998,  (ISBN 3-87134-270-X); überarbeitete Neuauflage: TvR, Jena 2014,  (ISBN 978-3-940431-26-4).
- Georg Philipp Telemann. Ellert und Richter, Hamburg 2004,  (ISBN 3-8319-0159-7).
- Über dir Flügel gebreitet – Eine Kindheit 1933–1945. Aisthesis, Bielefeld 2007,  (ISBN 978-3-89528-633-9).
- Napoleon und die Deutschen. Rowohlt, Berlin 2007,  (ISBN 978-3-87134-561-6).
- Goethe und seine lieben Deutschen – Ansichten einer schwierigen Beziehung (= Die Andere Bibliothek. Bd. 307). Eichborn, Frankfurt am Main 2010,  (ISBN 978-3-8218-6220-0).
- Die Verlorenen. Die Soldaten in Napoleons Russlandfeldzug. Aufbau, Berlin 2012,  (ISBN 978-3-351-02755-1).
- Universitätsmamsellen. Fünf aufgeklärte Frauen zwischen Rokoko, Revolution und Romantik, AB – Die Andere Bibliothek GmbH & Co. KG, Berlin 2017,  (ISBN 978-3-8477-2013-3).

rédactions
- Napoleons Rußlandfeldzüge in Augenzeugenberichten. Karl Rauch, Düsseldorf 1964.
- Deutschland unter Napoleon in Augenzeugenberichten. Karl Rauch, Düsseldorf 1965.
- Die Befreiungskriege in Augenzeugenberichten. Karl Rauch, Düsseldorf 1966.
- Über Bach. Von Musikern, Dichtern und Liebhabern. Eine Anthologie (Reclams Universal-Bibliothek Nr. 18065). 2., erweiterte Auflage, Reclam, Stuttgart 2000,  (ISBN 3-15-018065-1).
- Die vier Jahreszeiten. Gedichte (Reclam-Taschenbuch; Nr. 20193). Reclam, Stuttgart 2010,  (ISBN 978-3-15-020193-0).